# ديانا دنيس
ديانا دنيس (بالإنجليزية: Diana Dennis)‏ هي لاعبة كمال أجسام أمريكية، ولدت في 12 يوليو 1951 في الولايات المتحدة.